# 388
Het jaar 388 is het 88e jaar in de 4e eeuw volgens de christelijke jaartelling.

## Gebeurtenissen

### Europa
- Slag aan de Sava: Keizer Theodosius I verslaat Magnus Maximus bij Emona (huidige Slovenië), waarmee de burgeroorlog wordt beëindigd. Het expeditieleger van Theodosius bestaat grotendeels uit Goten, Hunnen en Alanen. Na afloop van de strijd plunderen zij dorpen en steden in Macedonië.
- 28 juli - Magnus Maximus vlucht naar Aquileia in Noord-Italië. Theodosius I verovert de stad en laat hem executeren. Valentinianus II wordt weer keizer over het West-Romeinse Rijk, maar Theodosius houdt de feitelijke macht in handen.
- In Rome wordt het Forum Holitorium (groentemarkt) verplaatst naar een andere plek op het Marsveld. De Romeinse tempels op het plein verliezen hun religieuze functie door het christendom.
- Theodosius I stuurt generaal Arbogast (magister militum) naar Augusta Treverorum (Trier) en laat Flavius Victor (Maximus' zoon) executeren. Arbogast wordt benoemd tot opperbevelhebber in Gallië.
- Frankische inval van 388: Opstandige Franken onder leiding van Marcomer en Sunno vallen plunderend het Romeinse Rijk binnen en bedreigen Colonia Claudia Ara Agrippinensium (Keulen). De indringers worden echter in het Kolenwoud (huidige België) door de Romeinen vernietigd.

### Balkan
- De Visigoten onder aanvoering van hun nieuw gekozen leider Alarik vallen de Balkan binnen. In Illyricum wordt de burgerbevolking afgeslacht en steden platgebrand.

### Perzië
- Bahram IV (r. 388 - 399) volgt zijn vader Shapur III op als koning van het Perzische Rijk. Hij versterkt de vriendschapspolitiek met het Oost-Romeinse Rijk.

## Geboren
- Huang Daxian, vergoddelijkt persoon in het taoïsme

## Overleden
- Flavius Victor, Romeins keizer (Augustus) en zoon van Magnus Maximus
- 28 juli - Magnus Maximus, keizer van het West-Romeinse Rijk
- Shapur III, koning van de Sassaniden (Perzië)